# Hoxton Gang
Horton Gang (en español: Pandilla Hoxton) (o Hoxton Mob) fue una pandilla callejera independiente con sede en el distrito Soho de Londres durante los años de entreguerras. Fueron una de varias pandillas que lucharon contra Charles "Darby" Sabini y la "Mafia italiana", específicamente por el control de los clubes de juego o "spielers".
Durante la década de 1930, la pandilla se encontraba entre muchos que luchaban por el control de las pistas de carreras y las estafas de protección y, en junio de 1936, alrededor de 30 miembros de la pandilla atacaron a un corredor de apuestas y a su empleado con martillos y manoplas en el hipódromo de Lewes antes de que llegara la policía, con un al menos 16 pandilleros condenados en Lewes y condenados a servir por más de 43 años.
En la primavera de 1941, dos miembros de una pandilla estuvieron involucrados en un altercado con el portero cuando se les negó la entrada a la fiesta de la botella de Palm Beach, un pequeño pub en un sótano ubicado en la calle Wardour de Soho y un lugar de reunión conocido para los miembros de la "mafia italiana". Cuando el portero comenzó a pelear con el miembro de la pandilla Edward Fletcher, su mafioso gerente Antonio Mancini prohibió a Fletcher y a su amigo del club a pesar de las amenazas de que "atraparían [a Mancini] por esto".

## En la cultura popular
- La obra West de Steven Berkoff presenta a un personaje Curly, un líder de la Pandilla Hoxton.[5]

## Otras lecturas
- Ayto, John e Ian Crofton. Brewer's Gran Bretaña e Irlanda . Londres: Weidenfeld y Nicolson, 2005.
- Donaldson, William. Pícaros, villanos y excéntricos de los cerveceros: un AZ de britanos rufianes a través de las edades . Londres: Orion Books Ltd., 2004.
- Huggins, Mike. Horseracing and the British, 1919-39 . Manchester: Manchester University Press, 2003.
- Linnane, Fergus. El inframundo de Londres: tres siglos de vicio y crimen . Londres: Robson Books, 2003.

- Datos: Q3787285